# Мужская сборная Новой Зеландии по водному поло
Мужская сборная Новой Зеландии по водному поло — национальная ватерпольная команда, представляющая Новую Зеландию на международной арене. Управляющей организацией является Ассоциация водного поло Новой Зеландии (англ. Water Polo New Zealand, WPNZ).

## Результаты выступлений

### Чемпионаты мира
| Год        | Место          | И              | В              | Н              | П              | ГЗ             | ГП             | +/-            |
| ---------- | -------------- | -------------- | -------------- | -------------- | -------------- | -------------- | -------------- | -------------- |
| 1973—1978  | не участвовали | не участвовали | не участвовали | не участвовали | не участвовали | не участвовали | не участвовали | не участвовали |
| 1982       | 16             | 7              | 0              | 1              | 6              | 34             | 96             | -62            |
| 1986       | не участвовали | не участвовали | не участвовали | не участвовали | не участвовали | не участвовали | не участвовали | не участвовали |
| 1991       | 14             | 7              | 0              | 0              | 7              | 24             | 108            | -84            |
| 1994       | 16             | 7              | 0              | 0              | 7              | 22             | 131            | -89            |
| 1998       | 16             | 6              | 0              | 0              | 6              | 21             | 73             | -52            |
| 2001—2005  | не участвовали | не участвовали | не участвовали | не участвовали | не участвовали | не участвовали | не участвовали | не участвовали |
| 2007       | 15             | 5              | 1              | 0              | 4              | 35             | 71             | -36            |
| 2009—2011  | не участвовали | не участвовали | не участвовали | не участвовали | не участвовали | не участвовали | не участвовали | не участвовали |
| 2013       | 16             | 4              | 0              | 0              | 4              | 12             | 86             | -74            |
| 2015—2017  | не участвовали | не участвовали | не участвовали | не участвовали | не участвовали | не участвовали | не участвовали | не участвовали |
| 2019       | 16             | 5              | 0              | 1              | 4              | 39             | 84             | -45            |
| 2022—н. в. | не участвовали | не участвовали | не участвовали | не участвовали | не участвовали | не участвовали | не участвовали | не участвовали |